# NGC 3783
NGC 3783 (również PGC 36101) – galaktyka spiralna z poprzeczką (SBa), znajdująca się w gwiazdozbiorze Centaura. Odkrył ją John Herschel 21 kwietnia 1835 roku. Należy do galaktyk Seyferta typu 1.